# ایگناشکینو (شهرستان دووانسکی، باشقیرستان)
ایگناشکینو (انگلیسی: Ignashkino, Duvansky District, Republic of Bashkortostan) یک شهرک در شهرستان دووانسکی در استان باشقیرستان کشور روسیه است.